# Francisco de Oya y Ozores
Francisco de Oya y Ozores fue un jurista y escritor de España del siglo XVIII.
No se conformó S.M. con el parecer del Consejo de Guerra, y aprobó lo resuelto por los oficiales, por no distinguir la ordenanza de deserciones, y lograrse el fin de ella, que es poner terror y espanto a los desertores, viéndose entrados en suerte para morir, y en un peligro tan evidente (cita de Oya y Ozores sacada de la obra Juzgados militares de España y sus Indias, autor: Felix Colón de Arriátegui, París: C. Farcy, 1828).

## Biografía
Francisco fue un abogado de los Reales Consejos de S.M. y solicitador de los Negocios Fiscales de la guerra.
Francisco escribió un tratado de levas, con todos los índices necesarios y al fin la cédula de las levas y un formulario de los autos que debían de hacerse para su ejecución.
Otra obra de derecho penal en la milicia fue traducida al italiano por Emmanuele d'Abaurre Salazar, marqués de Monte Vergine, Caballero de la Orden Jerónimo, coronel del ejército de S.M.C. y sub inspector de la Real Infantería.

## Obras
- Tratado de las leyes penales de la milicia, Madrid, 1732.
- Tratado de las levas, quintos y reclutas de gente de guerra, Madrid: A. Marin, 1734.
- Trattato delle leggi penale della milizia spagnola, Palermo: A. Felicella, 1737.
- Prontuario del consejo de guerra y jurisdicción militar, Madrid, 1740.